# GOLT1A
GOLT1A (англ. Golgi transport 1A) – білок, який кодується однойменним геном, розташованим у людей на 1-й хромосомі. Довжина поліпептидного ланцюга білка становить 132 амінокислот, а молекулярна маса — 14 887.
| 10         |  | 20         |  | 30         |  | 40         |  | 50         |
| ---------- |  | ---------- |  | ---------- |  | ---------- |  | ---------- |
| MISITEWQKI |  | GVGITGFGIF |  | FILFGTLLYF |  | DSVLLAFGNL |  | LFLTGLSLII |
| GLRKTFWFFF |  | QRHKLKGTSF |  | LLGGVVIVLL |  | RWPLLGMFLE |  | TYGFFSLFKG |
| FFPVAFGFLG |  | NVCNIPFLGA |  | LFRRLQGTSS |  | MV         |  |            |

A: Аланін

C: Цистеїн

D: Аспарагінова кислота

E: Глутамінова кислота

F: Фенілаланін

G: Гліцин

H: Гістидин

I: Ізолейцин

K: Лізин

L: Лейцин

M: Метіонін

N: Аспарагін

P: Пролін

Q: Глутамін

R: Аргінін

S: Серин

T: Треонін

V: Валін

W: Триптофан

Задіяний у таких біологічних процесах, як транспорт, транспорт білків. 
Локалізований у мембрані, апараті гольджі.